# فرودگاه شمال غربی ایرکوتسک
فرودگاه شمال غربی ایرکوتسک (به روسی: Иркутск-2) فرودگاهی عمومی واقع در ایرکوتسک در کشور روسیه است.